# 钝钉头果
钝钉头果（学名：Gomphocarpus physocarpus），也叫毛球（英語：hairy balls）、气球花（balloonplant）、气球棉花（balloon cotton-bush）、主教球（bishop's balls）, 钉头（nailhead）或天鹅植物（swan plant），是夹竹桃科钉头果属的一个物种。该植物原产于非洲东南部，但已被广泛归化。它经常被用作观赏植物。

## 描述

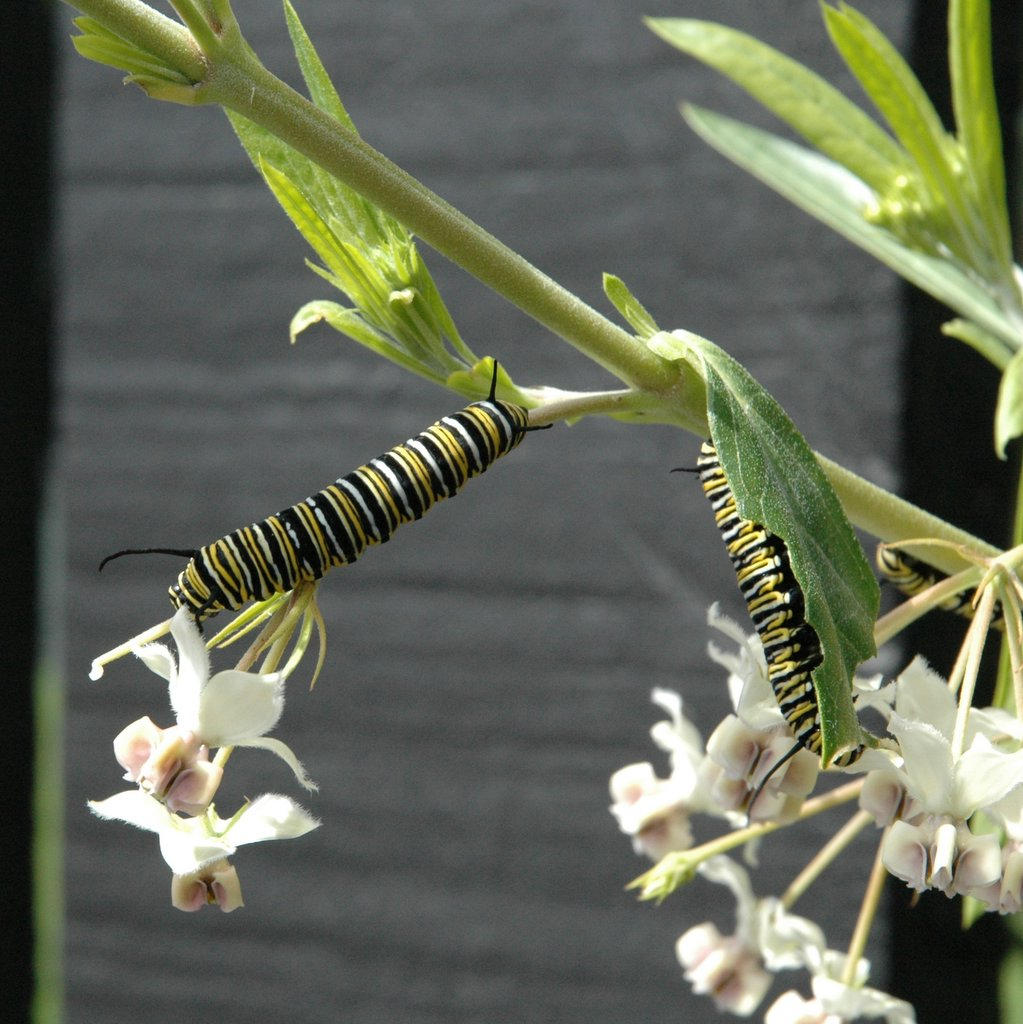
君主斑蝶的毛虫正在钝钉头果上进食

钝钉头果是一种灌木多年生草本植物，可以长到六英尺以上。植株在温暖的月份开花，它生长在海拔2800到5000英尺的路边堤岸上。该植物喜欢适度的水分，以及沙质和排水良好的土壤和充足的阳光。
钝钉头果传统上用于生产治疗疣的药膏，其种子用于仪式。叶子和茎产生有毒的乳状乳胶，但从未详细描述过，特别是关于泌乳细胞的解剖结构。
钝钉头果的花很小，有白色的兜帽，宽约1厘米，卵泡呈淡绿色，形状为膨胀的球体，被粗糙的毛发覆盖，直径可达三英寸。叶子是浅绿色，线形到披针形，长3到4英寸，宽1.2厘米。棕色种子有柔滑的簇绒。
钝钉头果很容易与钉头果杂交，产生中间形式。